# Michael Denis Gale
Michael Denis Gale (25 août 1943 - 18 juillet 2009) est un phytogénéticien britannique.

## Biographie
Il étudie à la West Buckland School, à l'Université de Birmingham et à l'Université d'Aberystwyth avec Hubert Rees. Il travaille au Plant Breeding Institute de Cambridge et au John Innes Center du Norwich Research Park. Il est élu membre de la Royal Society en 1996.
En 1994, il reçoit la médaille d'or de la Royal Horticultural Society et en 1998 - La Médaille Darwin de la Royal Society, conjointement avec le professeur Graham Moore.

## Publications
- Michael D. Gale et Katrien M. Devos, "Génétique comparée chez les graminées", Proc Natl Acad Sci . 1998 3 mars ; 95(5) : 1971-1974